# Attaque de Boulikessi (2019)
Pour les articles homonymes, voir Attaque de Boulikessi.
Guerre du Mali
Batailles
L'attaque de Boulikessi a lieu le 30 septembre et le 1er octobre 2019 pendant la guerre du Mali.

## Déroulement
La nuit du 29 au 30 septembre 2019, les djihadistes lancent une attaque simultanée à Boulikessi et Mondoro, deux villes distantes chacune de 100 à 150 kilomètres,. À Mondoro, l'attaque est limitée, les assaillants s'en prennent à une position de l'armée malienne, mais ils mènent surtout un raid pour se procurer des vivres, emportant avec eux deux véhicules, des chameaux et des chèvres,. Selon RFI, au moins deux civils sont tués et trois blessés par des balles perdues,.
À Boulikessi, dans la région de Douentza, les djihadistes livrent un violent combat contre le bataillon malien du G5 Sahel. Le camp, aussi appelé « Fort 11 », est tenu par près de 120 militaires du 33e régiment des commandos parachutistes, unité d'élite malienne,. La région est isolée et sans réseau téléphonique. Surpris, les soldats maliens se replient dès le début de l'attaque, le camp est envahi en une heure, puis il est pillé et en partie détruit par les djihadistes,,. Selon un sous-officier affecté dans la zone, « les hommes ne se sont pas battus. Ceux qui n’ont pas été tués ont fui ». Les affrontements dans cette localité se poursuivent cependant pendant deux jours. L'armée malienne dépêche des renforts et des forces spéciales maliennes sont déployées le matin du 30 septembre. Le bataillon du G5 Sahel lance alors une contre-attaque pour reprendre deux de ses positions tombées aux mains des djihadistes à Boulikessi. Les troupes maliennes bénéficient de l'appui de deux avions de chasse Mirage 2000 et de deux hélicoptères Tigre français de la force Barkhane, venus de Gao,,, et le soutien de l'armée burkinabée. Les aéronefs n'effectuent pas de bombardements et se contentent de survoler la zone à basse altitude pour mettre en fuite les djihadistes. La force Barkhane n'engage pas d'appui au sol, mais des forces spéciales française auraient été déployées. Le matin du 1er octobre, le camp de Mondoro est repris,. Les combats se poursuivent toute la journée à Boulikessi, qui est repris à son tour dans la soirée par l'armée malienne,.

## Revendication
L'attaque n'est pas immédiatement revendiquée. Le 1er octobre, RFI indique que selon des « sources concordantes », les opérations de Boulikessi et Mondoro ont été menées par des djihadistes d'Ansarul Islam. La force du G5 Sahel attribue également l'attaque à ce groupe le 2 octobre,. Cependant le Groupe de soutien à l'islam et aux musulmans (GSIM) et l'État islamique dans le Grand Sahara (EIGS) sont également actifs dans la région. RFI indique que selon un analyste sécuritaire : « Les combattants d'Ansarul ne sont pas à la hauteur d'une attaque de ce genre. Mais une collaboration avec le GSIM ou l’EIGS – car nous sommes dans leur zone d’action – est envisageable ».
Finalement, le Groupe de soutien à l'islam et aux musulmans revendique l'attaque le 7 octobre dans un communiqué,,.

## Pertes
Le 2 octobre, le gouvernement malien annonce dans un communiqué que le bilan provisoire des combats est de 25 morts, quatre blessés et 60 disparus dans les rangs de son armée, contre 15 tués et cinq véhicules détruits par des frappes aériennes du côté des djihadistes,. Selon l'armée malienne, onze soldats regagnent cependant leur base le soir du 2 octobre.
Le 3 octobre, à Boulikessi, le ministre malien de la Défense, Ibrahima Dahirou Dembélé, revoit le bilan à la hausse et déclare : « Je suis très fier de ces éléments, de ces parachutistes, qui se sont battus sur la position. Mais, malheureusement, après les décomptes, aujourd'hui, on a enterré 38 corps »,,. Il annonce également que 33 soldats portés disparus ont été retrouvés et que huit reçoivent des soins, mais il ne précise pas si d'autres soldats manquent encore à l'appel. Le même jour, le colonel major Oumar Diarra, commandant du théâtre des opérations du centre, fait également état de 38 tués, ainsi que de 16 blessés. Le 5 octobre, l'armée malienne annonce que les blessés sont au nombre de 17, dont six grièvement,.
Le 7 octobre, le bilan est encore revu à la hausse et passe à 40 morts après la découvert de deux nouveaux corps,,. Mais début novembre, l'AFP indique encore que plusieurs sources estiment que le bilan officiel de 40 morts a été sous-évalué, tandis que les chiffres concernant les disparus demeurent confus,.
Il s'agit des plus lourdes pertes pour l'armée malienne depuis la bataille de Kidal du 21 mai 2014.
Selon un rapport de l'armée consulté par l'AFP, deux hélicoptères de l'armée et une dizaine de véhicules ont été incendiés par les djihadistes lors de la prise du camp de Boulikessi. Une vingtaine de véhicules, dont certains équipés de mitrailleuse, sont également capturés et emportés par les djihadistes selon des médias locaux. Selon Libération, deux blindés ont été détruits et des dizaines de véhicules incendiés.
Le Groupe de soutien à l'islam et aux musulmans déclare quant à lui dans son communiqué de revendication que 85 soldats maliens ont été tués et que deux autres ont été faits prisonniers, dont le colonel à la tête de la garnison,,,. Il affirme également avoir saisi une quinzaine de mitrailleuses, 76 fusils d'assaut, deux mortiers ainsi que de nombreuses munitions,. Il n'indique pas en revanche les pertes de ses combattants.
L'AFP déclare également le 1er octobre que selon des sources locales, deux civils ont été tués par balle à Boulikessi.

## Réactions
Le gouvernement malien décrète trois jours de deuil national à compter du 3 octobre. Mais le 2 octobre, des centaines de jeunes Maliens et de femmes de soldats manifestent à Bamako, accusant notamment le gouvernement de minimiser les pertes de ses troupes et dénonçant le manque de moyens de l'armée,,,. L'opposition politique malienne critique également la gestion de l'armée par le gouvernement.

## Suites
Le 16 octobre, des combats ont lieu entre l'armée malienne et les djihadistes près de Boulikessi. Le 19 octobre, l'armée malienne affirme alors avoir, lors d'opérations de ratissage, « neutralisé » une cinquantaine de djihadistes, fait une trentaine de blessés et libéré 36 des soldats portés disparus depuis l'attaque de Boulikessi,.